# Kurgokovski
Kurgokovski (del ruso: Кургоковский) o Kurgokuai (en adigué: Къургъокъуай) es un aul adigué (besleneyevtsy) del raión de Uspénskoye del krai de Krasnodar, en el sur de Rusia. Está situado en la orilla izquierda del río Kubán, 6 km al este de Uspénskoye y 195 km al este de Krasnodar, la capital del krai. Tenía 526 habitantes en 2010. Es uno de los cinco pueblos de los besleneyevtsy juntamente con Konokovo; Beslenéi y Bakozhile en Karacháyevo-Cherkesia y Uliap en Adiguesia.
Es cabeza del municipio Kurgokovskoye.

## Historia
El territorio en el que se encuentra la localidad era ocupado en el siglo XVIII por una de las 12 de tribus de los adigué, los besleneyevtsy, vecinos del Imperio ruso que ocupaba la margen izquierda del Kubán. A finales de ese siglo y principios del XIX, se trasladan al lugar núcleos de kabardianos resistentes a la dominación rusa. Tras la firma del Tratado de Adrianópolis en 1829 Rusia obtiene la región al sur del Kubán y procede a implantar varias líneas defensivas en las décadas de 1830 y 1840 a lo largo de los ríos Kubán, Labá, Zelenchuk y Urup para el sometimiento de los pueblos de la zona. Los montañeses se vieron obligados a retirarse cada vez más hacia el mar Negro y hacia el cursos superior del Kubán, por lo que en Karacháyevo-Cherkesia se halla población besleneyevtsi, mezclada con la población kabardiana. En 1844 ochenta familias se trasladaron al emplazamiento del aul moderno desde Jodz, encabezadas por el príncipe Kurgoko (en adigué: Къургъокъуай), que daría nombre a la localidad.
En 1871 la localidad contaba con 992 habitantes. Hasta 1920 la localidad pertenecía al otdel de Labinsk del óblast de Kubán.